# Fogliano Redipuglia
Fogliano Redipuglia (Sloveens: Foljan Sredipolje) is een gemeente in de Italiaanse provincie Gorizia (regio Friuli-Venezia Giulia) en telt 2797 inwoners (31-12-2004). De oppervlakte bedraagt 7,8 km², de bevolkingsdichtheid is 385 inwoners per km².
De volgende frazioni maken deel uit van de gemeente: Fogliano (Foljan), Polazzo (Polače), Redipuglia (Sredipolje).

## Demografie
Fogliano Redipuglia telt ongeveer 1256 huishoudens. Het aantal inwoners daalde in de periode 1991-2001 met 1,1% volgens cijfers uit de tienjaarlijkse volkstellingen van ISTAT. In de gemeente wonen behalve Italianen ook autochtone Friulanen en Slovenen.
| Jaar | Inwoneraantal |
| ---- | ------------- |
| 1991 | 2735          |
| 2001 | 2706          |
| 2011 | 3052          |

## Geografie
De gemeente ligt op ongeveer 23 m boven zeeniveau.
Fogliano Redipuglia grenst aan de volgende gemeenten: Doberdò del Lago (Doberdob), Gradisca d'Isonzo (Gradišče ob Soči), Ronchi dei Legionari (Ronke), Sagrado (Zagraj), San Pier d'Isonzo (Špeter), Villesse (Vileš).

## Oorlogsmonument
Fogliano Redipuglia lag tijdens de Eerste Wereldoorlog lange tijd in het Isonzofront op de grens van de Italiaanse en Oostenrijk – Hongaarse legers. Diverse veldslagen vonden plaats aan de rivier Isonzo waarbij vele tienduizenden doden zijn te betreuren. Bij de plaats ligt nu een groot Italiaanse oorlogsmonument op de westelijke helling van de Sei Busi. Het werd in de dertiger jaren, ten tijde van Benito Mussolini, gebouwd. Het is ook de grootste militaire begraafplaats in Italië, er liggen bijna 40.000 geïdentificeerde Italiaanse soldaten en 70.000 niet-geïdentificeerde. De overledenen zijn ondergebracht in 22 grote bordessen van elk 140 meter breed. Op de rand van de bordessen staan in reliëf het woord “PRESENTE”, het antwoord van de soldaten tijdens een appel. In een nabijgelegen kerkhof liggen nog eens ongeveer 14.000 Oostenrijks-Hongaarse soldaten.